# Hestrie Cloete
Hestrie Cloete-Els (geb. Storbeck; * 26. August 1978 in Germiston) ist eine ehemalige südafrikanische Hochspringerin. Sie war zweimal Weltmeisterin.

## Leben
Bei den Olympischen Spielen 2000 in Sydney und 2004 in Athen gewann sie jeweils die Silbermedaille. Bei den Weltmeisterschaften 2001 in Edmonton und 2003 in Paris wurde sie jeweils Weltmeisterin. Ihr Sieg in Paris brachte sie mit 2,06 in die Nähe des Weltrekordes von Stefka Kostadinowa, was gleichzeitig der bestehende Afrikarekord ist.
Die 1,85 m große Athletin (Wettkampfgewicht: 68 kg) gehörte zu den schillernden Persönlichkeiten der Leichtathletikszene. Sie rauchte täglich eine Packung Zigaretten, aß, was sie mochte und brachte dennoch jahrelang Höchstleistungen.
Die Auszeit, die sie nach den Olympischen Spielen 2004 nahm, um ein Kind zur Welt zu bringen, erwies sich als ein dauerhafter Abschied vom Sport. Im Herbst 2004 wurde sie schwanger, verlor jedoch ihr Kind. Kurz danach ließ sie sich von ihrem Ehemann scheiden. 2005 heiratete sie den Sänger Jurie Els und wurde 2007 Mutter einer Tochter.

## Auszeichnungen
2003 erhielt Cloete den Order of Ikhamanga in Silber. Im selben Jahr wurde sie von der IAAF als „Welt-Leichtathletin des Jahres“ ausgezeichnet.

## Schriften
- Hestrie Cloete-Els: My pyn, my glorie. Genugtig 2008